# Aegyptobia mccormicki
Aegyptobia mccormicki är en spindeldjursart som först beskrevs av Baker och Pritchard 1953.  Aegyptobia mccormicki ingår i släktet Aegyptobia och familjen Tenuipalpidae. Inga underarter finns listade i Catalogue of Life.